# Mascarade silésienne
Mascarade silésienne (titre original : Honor Among Enemies) est le sixième roman de la série Honor Harrington de l'écrivain de science-fiction David Weber paru en 1996 puis traduit en français et publié en deux tomes en 2003,.
La situation du commerce dans la Confédération silesienne n'est pas au mieux car une conséquence de la guerre entre l'Alliance de Manticore et la République Populaire de Havre est la diminution de la protection des vaisseaux marchands. Honor se voit offrir de reprendre son service dans la flotte de Manticore, mais ce poste ne lui est pas proposé que sur l'insistance de ses amis.

## Résumé
Dans la Confédération silésienne, les pirates attaquent de plus en plus les vaisseaux marchands manticoriens. Les unités de la flotte royale de Manticore qui les protégeaient ayant été retirées pour participer à la guerre contre la République populaire de Havre. Avant que l’augmentation des pertes oblige les cartels à stopper le commerce avec la Silésie, entrainant une baisse de revenus et nuisant à l’effort de guerre, l’amirauté décide d’envoyer quelques navires-Q. Ce sont des transporteurs transformés en croiseurs marchands armés. Ils sont lents, dépourvus de blindage mais fortement armés. Klaus Hauptman, l’homme le plus riche du royaume, persuade quelques politiciens de proposer Honor Harrington comme commandant de ces navires-Q malgré leur opposition huit ans plus tôt lors de la Mission Basilic. Elle avait saisie un de ses vaisseaux pour contrebande, il avait voulu faire pression sur elle et sa famille mais Honor avait refusé de céder et renchéri sur son chantage par une menace bien plus sérieuse. Hauptman qui hait Honor espère qu’en stoppant la piraterie elle se fera tuer.
Après trois ans passés sur Grayson, Honor accepte le commandement de quatre vaisseaux-Q. Elle découvre que ces vaisseaux peuvent larguer des centaines de capsules lance-missiles, ainsi qu’une douzaine de bâtiments d’assaut léger (BAL) rapides et fortement armés. Son équipage est composé essentiellement de jeunes recrus et de quelques vétérans en provenance d’autre vaisseaux dont les commandants sont ravis de se débarrasser.
Lors de son arrivée à bord du Voyageur, vaisseau de Harrington, le jeune Wanderman a des problèmes avec Steilman. Honor rencontre le capitaine de frégate Tchou qui a été adopté par la chatte sylvestre Samantha qui fait forte impression sur Nimitz.
Le commandant Caslet, havrien en mission de reconnaissance pour l’amiral Giscard découvre l’épave d’un navire marchand dont les occupants ont été torturés et massacrés. Il décide de le suivre et de le piéger. Dans un autre système, il y parvient et le détruit. Il récupère deux prisonniers, le commandant et le second d’un navire marchand de Hauptman, et apprend que les pirates font partie d’une ancienne escadre de corsaire qui a investi une planète.
Honor qui a divisé sa flottille arraisonne un navire pirate et livre ses occupants aux autorités locales. Wanderman est passé à tabac par Steilman mais ne le dénonce pas. Après la guérison de ses blessures, il s’entraine au combat avec les fusiliers. Un des navires-Q est attaqué par deux croiseurs lourds havriens mais parvient à les détruire tous les deux. Hauptman et sa fille se rendent en Silésie à bord d’un de ses navires, l’Artémis. Steilman et quelques acolytes préparent leur fuite à bord d’une capsule de sauvetage ainsi que la pose d’une bombe pour camoufler leur départ.
Caslet intervient avec son navire lorsque trois pirates attaquent un vaisseau manticorien, les pirates sont détruits car en fait c’était le navire-Q de Honor, il est fait prisonnier avec son équipage. Honor comprend que les havriens capturent les navires marchands  manticoriens, elle décide d’attaquer la planète des pirates. Elle détruit quatre vaisseaux pirates et libère la planète. Lorsque Steilman s’en prend à une des amies de Wanderman ; ce dernier le provoque, l’humilie et le démolit en combat. Le complot de Steilman et de ses acolytes est découvert, ils sont tous arrêtés. Honor part à la recherche des navires havriens.
Lors de l’attaque d’un convoi manticorien, le paquebot Artémis est touché mais le Voyageur s’interpose et détruit le croiseur de combat havrien, permettant à l’Artémis de prendre à son bord une partie de ses hommes et de s’éloigner. Peu après le Voyageur et un autre croiseur de combat se détruisent mutuellement, mais les survivants sont récupérés par l’Artémis.
Tchou a été tué lors des combats mais  la chatte sylvestre Samantha qui est enceinte de Nimitz, est sauvée. Hauptman présente ses excuses pour son attitude envers Honor et se réconcilie avec.  Caslet et les autres prisonniers havriens sont libérés pour l’aide apportée à la lutte contre les pirates.